# Perdita neffi
Perdita neffi är en biart som beskrevs av Timberlake 1980. Perdita neffi ingår i släktet Perdita och familjen grävbin. Inga underarter finns listade i Catalogue of Life.